# Friedrich Schilling
Friedrich Georg Schilling (Hildesheim, 9 de abril de 1868 – Gladbeck, 25 de maio de 1950) foi um matemático alemão.

## Vida
Schilling estudou matemática a partir de 1887 na Universidade de Freiburg e na Universidade de Göttingen, onde obteve em 1894 um doutorado, orientado por Felix Klein, com a tese Beiträge zur geometrischen Theorie der Schwarzschen s-Funktion.

## Obras
- Über die Anwendungen der Darstellenden Geometrie insbesondere über die Photogrammetrie. Mit einem Anhang: Welche Vorteile gewährt die Benützung eines Projektionsapparates im mathematischen Unterricht, Teubner 1904
- Schilling Bildende Kunst und Geometrie, Jahresbericht DMV 1918
- Projektive und nichteuklidische Geometrie, Leipzig 1931
- Die Pseudosphäre und die nichteuklidische Geometrie, 2 Volumes, Teubner 1931, 1935
- Pseudosphärische, Elliptisch-sphärische und Hyperbolisch-sphärische Geometrie, Teubner 1937